# Сухоріччя (Львівський район)
Сухорі́ччя (раніше Зухоричі) — село в Україні, в Львівському районі Львівської області. Населення становить 201 осіб. Орган місцевого самоврядування — Підберізцівська сільська рада.

## Історія
Грицько Кердейович у 1455—1457 роках заставляв королівщину Зухоричі.
У податковому реєстрі 1515 року в селі документується піп (отже, уже тоді була церква) і 3 лани (близько 75 га) оброблюваної землі.

## Населення
За даним всеукраїнським переписом населення 2001 року, в селі мешкало 249 осіб. Мовний склад села був таким:
| Мова       | Число ос. | Відсоток |
| ---------- | --------- | -------- |
| українська | 249       | 100      |

## Відомі люди
Народилися
- Юрій Даревич — фізик, громадський діяч у діаспорі.
- о. Іван (Ступницький) (1816—1890) — церковний діяч, єпископ Перемишльської єпархії УГКЦ, аматор-археолог та нумізмат.